# اسم مشتق
اسم مشتق یکی از چهار گروه واژگان فارسی از نظر ساختاری است. این اسم‌ها از دو یا چند جزء تشکیل شده که دست کم یک جزء آن معنای مستقل دارد. یعنی پسوند یا میانوند  و یا پیشوند می‌باشد. مشتق‌ها از افزون وند به اسم و گاهی بن فعل ساخته می‌شوند و معنایی جداگانه و مستقل به وجود می‌آورند. همانند باغبانی و بارانی.
برخی وندهای مشتق ساز عبارتند از: زار (گلزار)، گاه (کارگاه)، دان (گلدان)، ـَک (پیچک)، ـِه (ـه/ه=e)(گردنه) یا (دسته)، ـِش (گردش)، ار (خریدار)، بان (باغبان)، چه (باغچه) و ی (نیکی). ی نکره و نشانه‌های جمع مشتق ساز نیستند.